# Beklemrecht
Beklemrecht of recht van beklemming is een eeuwigdurend, ondeelbaar zakelijk recht op een onroerende zaak van een ander. Men verkrijgt daarmee het volledige genot en wordt eigenaar van de zich op de grond bevindende gebouwen en beplantingen maar niet van de grond. Het lijkt op een combinatie van het recht van opstal en erfpacht. Beklemrecht komt vrijwel alleen in de Nederlandse provincie Groningen voor. De mogelijkheid om een beklemrecht te vestigen is afgeschaft, maar oude beklemrechten gelden nog zolang ze niet zijn afgekocht.

## Kenmerken
Degene die houder is van het beklemrecht (de pachter) heet de beklemde meier of kortweg meier. Deze heeft de volledige beschikking over de grond. De eigenaar wordt bloot eigenaar genoemd, of eigenaar in beklemrechtelijke zin. In het bijzondere geval dat de eigenaar de stad Groningen was of is, zoals in de veenkoloniën, wordt de meier stadsmeier genoemd.
Zonder toestemming van de eigenaar kan het beklemrecht niet worden gesplitst (ook niet bij vererving).
Het voornaamste verschil met erfpacht is dat de pacht voor een onbepaalde tijd is vastgesteld. Jaarlijks betaalt de beklemde meier de eigenaar een vaste huursom. Omdat deze huursom onveranderlijk is in de tijd, is het in de loop der jaren een relatief laag bedrag geworden. Bij bepaalde gebeurtenissen (vererving of huwelijk bijvoorbeeld) is naast de huursom een geschenk verschuldigd. Doorgaans is het geschenk gelijk aan eenmaal de huursom.
Ook het betalen in natura komt nog voor, zoals: een mud graan op midwinter. Het komt ook voor dat de pacht zo klein is dat het niet loont hem te innen.

## Wettelijke basis
Het beklemrecht is geregeld in het oude Burgerlijk Wetboek (art. 1654). Het staat niet in het huidige Burgerlijk Wetboek. Wel zijn er bepalingen in de Overgangswet nieuw Burgerlijk Wetboek.
Bij het ontwerp van het huidige Burgerlijk Wetboek werd door een speciale commissie nagegaan of er een regeling van het beklemrecht moest worden opgenomen. De zogenaamde commissie Beekhuis kwam met een positief advies, maar dat werd door de minister niet gevolgd, omdat de sociaal-economische betekenis van het beklemrecht nu veel kleiner is dan in de 19e eeuw.

## Het ontstaan van het beklemrecht
Het beklemrecht ontstond in de 17e eeuw. In de 16e eeuw was de regelgeving voor het pachten van gronden in de provincie Groningen niet veel anders dan in de rest van Nederland. Men pachtte een stuk grond voor een bepaalde tijd. De pacht was opzegbaar, de pachtsom kon variëren. In de loop van de 17e en 18e eeuw kwam daarin verandering. Er ontwikkelde zich een soort erfpacht met een vaste pachtsom. Priester (1991) noemt twee factoren die deze ontwikkeling hebben bevorderd: het huis van de meier en de manier waarop de provincie Groningen met haar grondbezit omging.
- Doordat de pachter toestemming kreeg op de grond een huis te bouwen, hadden zowel eigenaar als pachter belang bij het voortzetten van de pachtovereenkomst. Bij het verbreken van de pachtovereenkomst moest er een regeling worden getroffen voor de aanwezige opstallen. Indien de pachter opzegde, kreeg hij hoogstens de afbraakwaarde vergoed, zegde de eigenaar op dan moest de taxatiewaarde van de opstallen worden betaald. Voor beide partijen was het verbreken van de verbintenis dus onvoordelig, vooral omdat steeds meer in steen gebouwd ging worden. De grond raakte zo als het ware onder het huis ‘beklemd’.
- Bij de Reductie van Groningen in 1594 werd het provinciebestuur door de secularisatie van de kloostergoederen eigenaar en beheerder van een grote oppervlakte cultuurgrond. Ondanks geschillen tussen Stad en Ommelanden werd in 1597 bepaald dat de geestelijke goederen in een gemeenschappelijk fonds moesten worden gebracht. De inkomsten zouden ten goede komen aan het onderhoud van scholen en de opvoeding van de jeugd. Het bijzondere is dat de provincie nooit gebruik heeft gemaakt van het recht de pacht op te zeggen. Alleen in 1632 werd eenmalig de huur verhoogd. Op deze manier droeg de provincie bij tot een situatie van een vaste, onopzegbare huur.

In 1769 begon het voor het beklemrecht belangrijk geworden proces "Abel Derkskinderen". In 1767 kocht raadsheer (en later burgemeester van de stad Groningen) mr. Johan van Hoorn 100 deimt (± 50 hectare) grond onder Nieuwolde en Oostwolder Hamrik. Deze grond was in gebruik bij de kinderen van het overleden echtpaar Abel Derks en vrouw, in beklemming. Van Hoorn zegde de huur op, maar Abel Derkskinderen beweerden dat het recht van beklemming onopzegbaar was. Pas in 1787 kwam het tussen beide partijen tot een vergelijk: Abel Derkskinderen bleven op de boerderij tegen een onopzegbare, onveranderlijke huur van ƒ 510,-.

## De economische betekenis
Beklemming diende oorspronkelijk ook om landerijen bij elkaar te houden, omdat bij splitsing (de verkoop van een gedeelte) steeds toestemming van de eigenaar nodig zou zijn. Op deze manier was er bij vererving altijd maar één kind dat het bedrijf (in zijn geheel) overnam. Andere erfgenamen werden afgekocht. Schaalvergroting werd hierdoor echter niet verhinderd. In de 19e eeuw waren de meeste boerderijen al uit meerdere beklemmingen opgebouwd.
Het beklemrecht heeft grote invloed gehad op de welvaartsontwikkeling in de Groninger landbouw. Door het beklemrecht was er vrijheid van bedrijfsvoering en er was feitelijk ook sprake van relatief goedkoop krediet. Een boerderij met beklemrecht was door de vaste huur goedkoper dan een boerderij in volle eigendom. Het rendement van bedrijfsinvesteringen kwam volledig ten goede aan de beklemde meiers en dus waren veel Groninger boeren in de 18e eeuw in staat kostbare innovaties als drainage en toepassing van stoomkracht in te voeren. Bovendien was het ook lonend grasland te scheuren om meer intensieve vormen van landbouw mogelijk te maken. De uitbreiding van de oppervlakte bouwland vond plaats in de bloeiperiode van het beklemrecht in de eerste helft van de 19e eeuw.